# モゼー
モゼー（ノルウェー語: Måsøy）は、ノルウェーのフィンマルク県にある基礎自治体。行政の中心地はハヴォイスン。
県の西海岸に位置し、本土と大小さまざまな島嶼から成る。1838年1月1日に設立され、かつてはマーゲロイ島の西部もカバーしていたが1984年1月1日にノールカップに割譲した。住民のほとんどがハヴォイスン村に集中する一方、島嶼部やフィヨルド地域にスネフィヨルド、クケルヴ、インゲー、ロルヴゼー、モゼーなどの村落がある。人口は近年急減している。2024年の人口は1,113人。
ハヴォイスンには毎日、沿岸急行船「フッティルーテン」が寄港する。村を通る幹線道路は、冬には雪で閉ざされる。
モゼー村にはスカンジナビア半島で最も高い建造物である、高さ362mのインゲーラジオ送信所がある。

## 基礎情報

### 地名

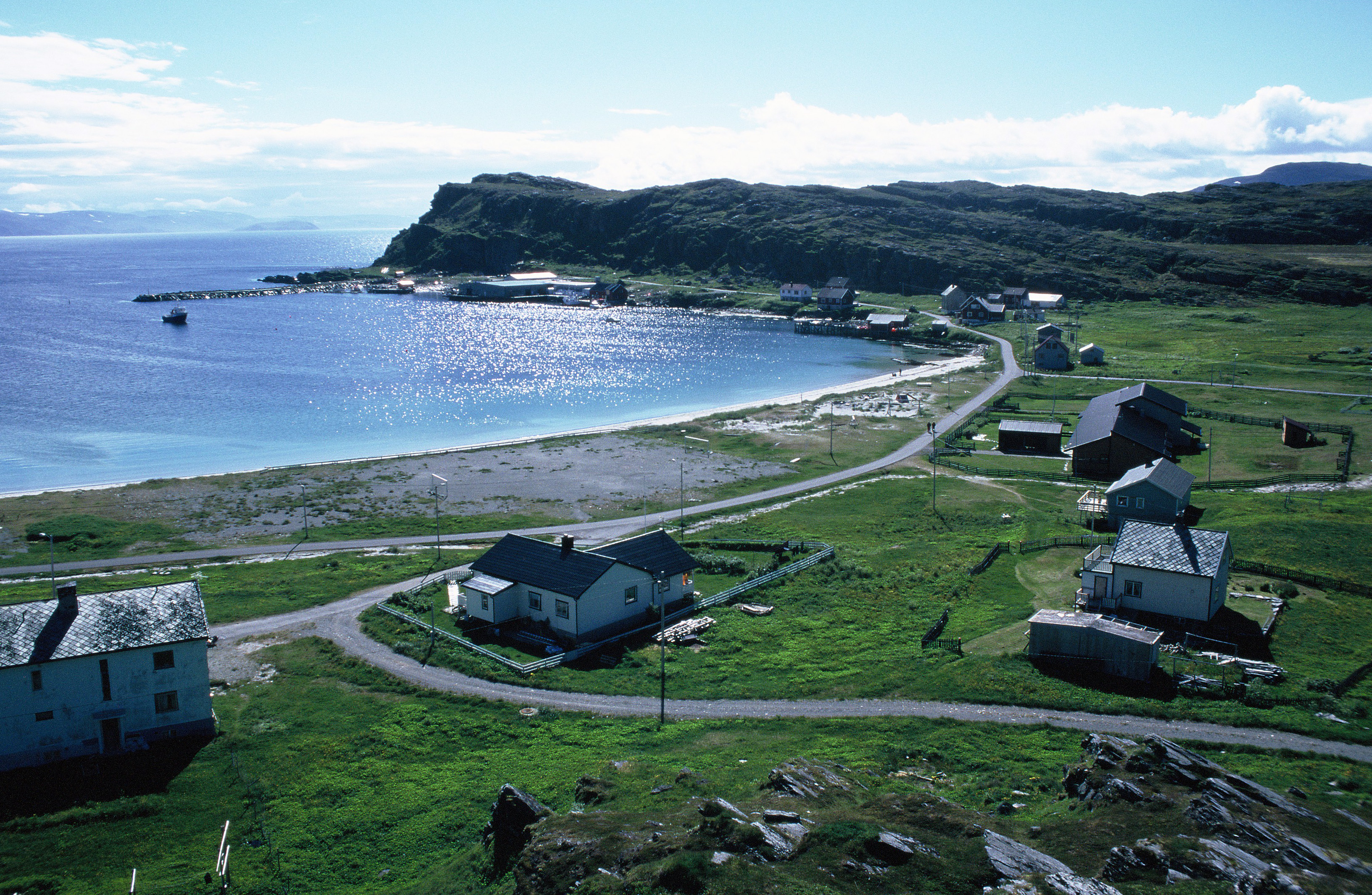
モゼー村

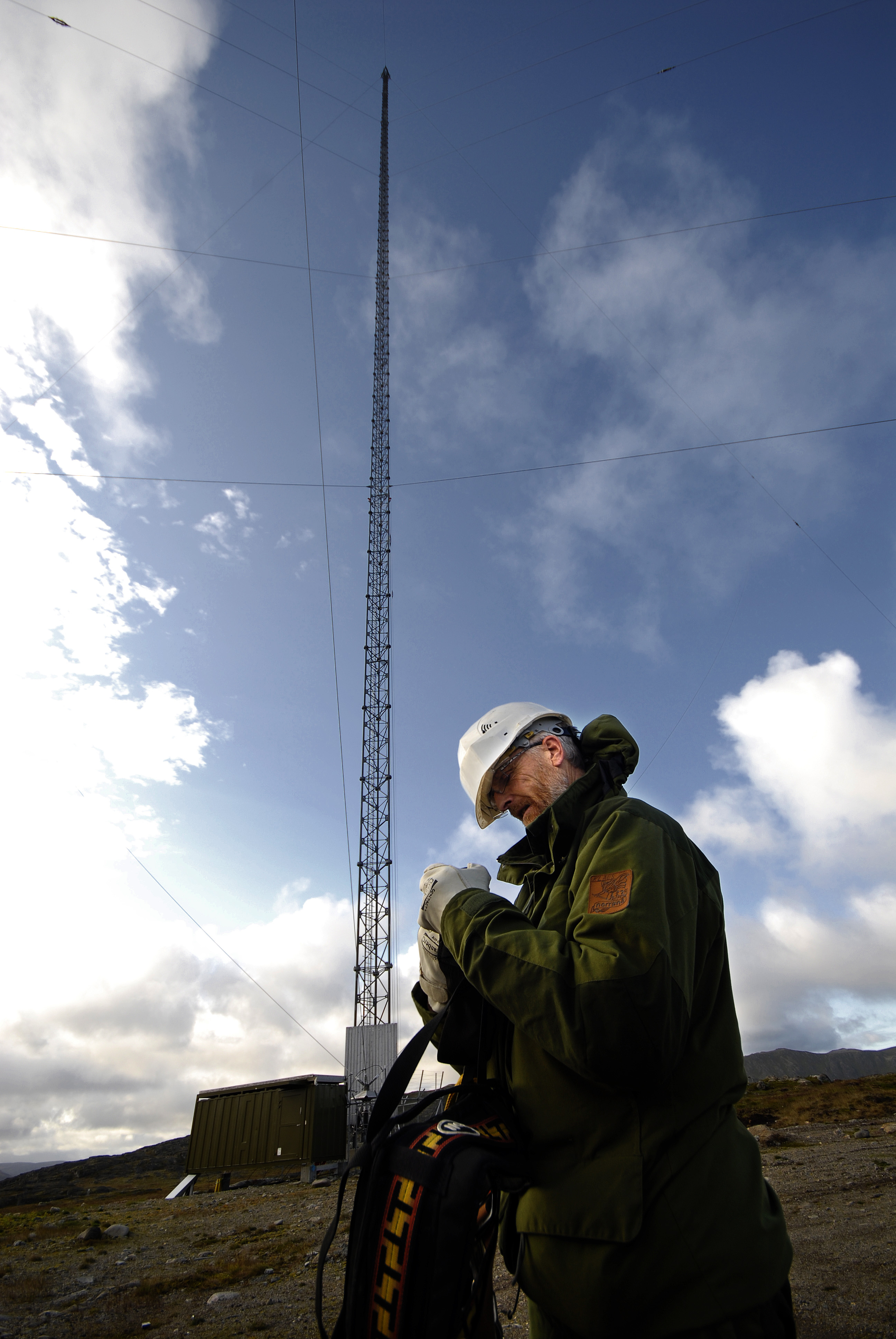
インゲーラジオ送信所

かつて行政の中心地だったモゼー村から取られたもので、初めのMåseはカモメ、最後のøyは島を意味する。1918年以前はMaasøと表記された。

### 紋章
現在の紋章は1984年9月7日に国王の認可を得た。赤地に黄色で魚かぎが描かれている。魚かぎは水揚げの道具として何世紀にもわたり使われてきたことから、地域における漁業の重要性を表すものとして選ばれた。

## 鳥類相
県の北西部に位置するモゼーには、数多くの鳥の生息地に様々な野鳥が棲んでいる。ヒェルムゼー島には県最大規模の海鳥のコロニーがあり、オジロワシやクロトウゾクカモメ、オオトウゾクカモメなどが見られる。